# Richard Bayha

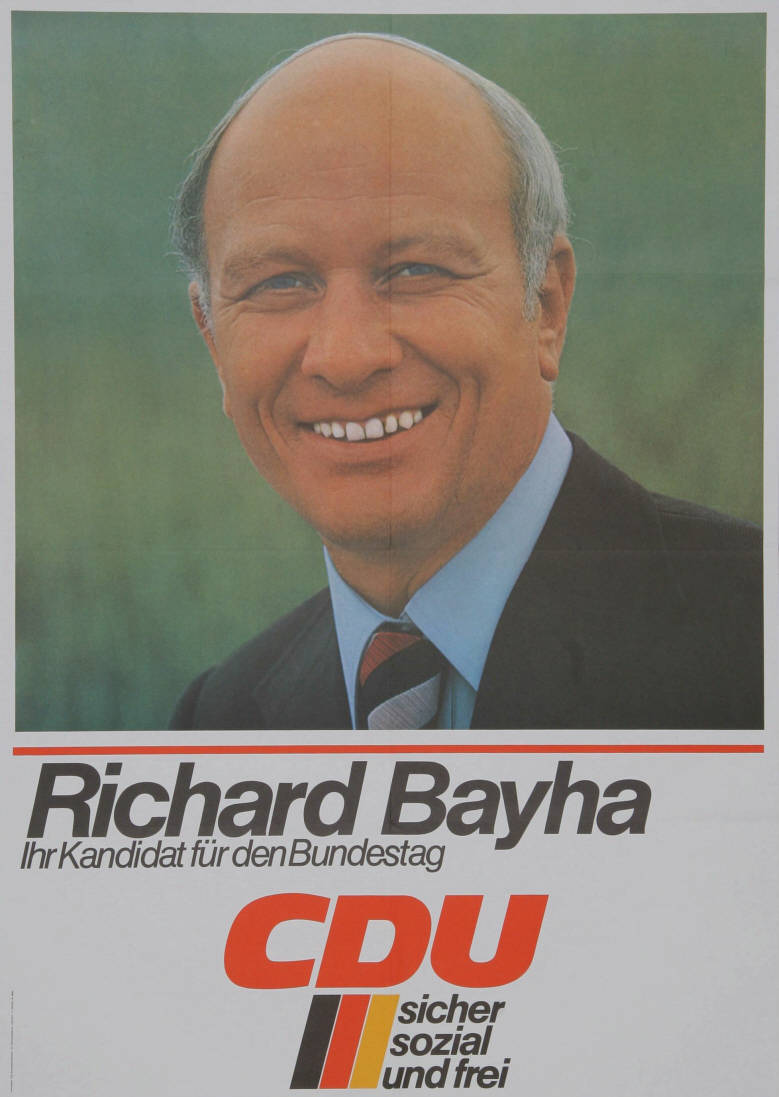
Kandidatenplakat Richard Bayhas zur Bundestagswahl 1976

Richard Bayha (* 15. März 1929 in Altenhaßlau; † 3. November 1993 in Bonn) war ein deutscher Landwirt und Politiker (CDU), unter anderem als Mitglied des Bundestages.

## Leben
Richard Bayha absolvierte nach der Volksschule zunächst die Handelsschule, dann die Ackerbauschule in Stuttgart. Er wurde Landwirtschaftsmeister und als selbstständiger Landwirt ließ er sich dann in Altenhaßlau nieder. Dem Kreisbauernverband Gelnhausen stand er von 1958 bis 1980 vor, zwischen 1962 und 1974 war er als Kreislandwirt tätig. Er war Mitbegründer des Bunds der hessischen Landjugend. Zeitweise war auch Präsident der Deutschen Gesellschaft für Agrar- und Umweltpolitik. Er wirkte zudem als Aufsichtsratsvorsitzender von Moha und Zentra Vereinigte Milchwerke GmbH und Vorstandsmitglied des Landwirtschaftlichen Versicherungsvereins Münster. Bayha war verheiratet und hatte drei Kinder.

## Politik
Bayha, der evangelisch war und 1954 in die CDU eintrat, war ab 1972 Mitglied des Landesvorstands der hessischen CDU und Vorsitzender des Agrarpolitischen Ausschusses des hessischen Landesverbandes. Von 1987 bis zu seinem Tode war er Vorsitzender des Bundesfachausschusses Agrarpolitik der Bundespartei.
Er war von 1956 bis 1968 Gemeindevertreter bzw. Gemeindevorstand in Altenhaßlau. Von 1964 bis 1974 war er Mitglied des Kreistages Gelnhausen. Von 1970 bis 1976 gehörte er dem Hessischen Landtag an, wo er von 1974 bis 1976 Vorsitzender des Ausschusses für Landwirtschaft und Forsten war. 1976 zog er dann über die Landesliste Hessen erstmals in den Bundestag ein, später dann als Direktkandidat des Wahlkreises Hanau. Er lebte in Linsengericht. Dem Parlament gehörte er bis zu seinem Tode an.

## Ehrungen
- 1982: Gisevus-Plakette der Universität Gießen (agrarwissenschaftlicher Fachbereich)
- 1986: Verdienstkreuz 1. Klasse der Bundesrepublik Deutschland